# Урал (газета)
«Уралъ» — ежедневная политическая, общественная и литературная газета, издавалась в Екатеринбурге в 1897—1908 годах, взамен «Екатеринбургской Недели».

## История
Главным редактором был В.Г. Чекан.
В газете уделялось внимание вопросам горнозаводского и золотопромышленного дела, особенно на Урале.